# Serge Weinberg
Pour les articles homonymes, voir Weinberg.
Serge Weinberg est un homme d’affaires français, né le 10 février 1951 à Boulogne-Billancourt.

## Biographie

### Jeunesse et formation
Fils de Sammy Weinberg (créateur en 1946 de la maison Weinberg, marque de prêt-à-porter féminin) et de Nicole Liss, Serge Weinberg est licencié en droit, diplômé de l'Institut d'études politiques de Paris et ancien élève de l'École nationale d'administration (ENA) (promotion 1976).

### Carrière professionnelle
Il commence sa carrière comme sous-préfet dans diverses affectations (1976-1981), avant de devenir chef de cabinet du ministre du Budget, Laurent Fabius (1981-1982) puis de rejoindre le monde de l'entreprise en devenant directeur général adjoint aux finances de FR3 (1982-83). Il est ensuite successivement directeur général puis président d'Havas Tourisme (1983-1987) et directeur général de Pallas Finances, filiale fusion-acquisition de la Banque Pallas (1987-1990).
En 1990, il rejoint le groupe de la famille Pinault comme président de la CFAO (Compagnie française de l'Afrique occidentale). Il est ensuite nommé président de Rexel (1991-1995), filiale du groupe Pinault-Printemps-Redoute dont il devient président du directoire (1995-2005).
Resté en relation avec Laurent Fabius, il convainc celui-ci, devenu ministre de l’Économie et des Finances en mars 2000, de prendre comme directeur de cabinet Bruno Crémel, alors responsable des activités internet du groupe Pinault-Printemps-Redoute (PPR).
Il a été l'un des membres de la Commission pour la libération de la croissance française dite commission Attali, qui a remis son rapport au président de la République le 23 janvier 2008. Il y rencontre Emmanuel Macron, qui en était le rapporteur-adjoint, et le fait entrer à la banque Rothschild. Il confie en 2017 être resté « très copain » avec celui-ci, devenu président de la République
Serge Weinberg a été président du conseil d’administration d’Accor, administrateur de Schneider Electric, de la Fnac et de Gucci. Il est également membre de la Commission économique de la Nation et de différentes associations à but non lucratif. Il démissionne de la présidence d'Accor en février 2009.
Serge Weinberg est président du conseil d'administration de Sanofi depuis mai 2010,, dont il a été  temporairement nommé président-directeur général fin octobre 2014, en remplacement de Chris Viehbacher.

### Le fonds Weinberg Capital Partners
En 2005, Serge Weinberg crée son fonds d'investissement, une société de gestion qui gère plusieurs fonds d'investissement dans les entreprises et l'immobilier, puis Weinberg Real Estate deux ans plus tard.
En février 2023, il lève 100 millions d'euros pour lancer un fonds dans l'industrie de La défense.

### Autres activités
Serge Weinberg a été membre de la commission Trilatérale (1992-2006).
Serge Weinberg est membre fondateur et trésorier de l'Institut du cerveau et de la moelle épinière (ICM).
Il a créé en 2005 l'Institut Télémaque afin d'offrir des bourses à des enfants méritants du secondaire.
Proche d'Emmanuel Macron, depuis sa nomination à la Commission Attali, il l'a aidé à entrer chez Rothschild, dont il était à l'époque administrateur,
En avril 2007, il est promu officier de la Légion d'honneur puis commandeur le 1er janvier 2020. Cette nomination a été critiquée par François Ruffin à l'occasion d'un discours à l'Assemblée nationale,.

### Vie privée
Il a épousé Nicole Benarrosh le 4 juin 1976, dont il a eu deux fils. Il s'est remarié en 2013 avec Félicité Herzog, dont il a également eu deux fils.